# Copa das Ligas de 2024 – Final
A Final da Copa das Ligas de 2024 vai ser a partida da final da Copa das Ligas de 2024, a 4ª temporada do torneio de futebol de clubes  Norte-americanos organizada pelas MLS e Femexfut e pela NAFU e também com a presença da CONCACAF.A partida será disputada no  Lower.com Field, em Columbus por critérios de desmpate do atual campeão da MLS Cup de 2023 o Columbus Crew
O Columbus Crew venceu a partida contra o Los Angeles FC e sagrou-se campeão pela primeira vez Cucho Hernández foi o homem do jogo após marcar dois gols e da uma assistência para Russell-Rowe nos momentos finais da partida, já o Los Angeles teve seu desconto com o gol de Olivier Giroud no início da segunda etapa para o fim da partida a equipe teve chances claras da virada,com o desperdício o Columbus Crew aproveitou e venceu a Copa das Ligas pela primeira vez na sua história,por conta de critérios de classificação para Copa dos Campeões da CONCACAF de 2025 , o Columbus Crew já está presente nas oitavas de final da competição. O Los Angeles FC Vice-campeão e Colorado Rapids vencedor da disputa de terceiro lugar estaram classificados para a competição normalmente seguindo o regulamento da competição nessa organizada pela CONCACAF

## Caminho para a final
| Oponente                                                                                                 | Resultado                                                                                                | Fase de grupos         | Oponente | Resultado |    |   |    |    |    |     |              |  |     |     |     |
| | [ a ] | Jogo 1                 | Tijuana | 3–0 |    |   |    |    |    |     |              |  |     |     |     |
| | | Jogo 2                 | Vancouver Whitecaps | 2–2 (2–4 pen.) |    |   |    |    |    |     |              |  |     |     |     |
| Vencedor da MLS Cup 2023 e classificado para rodada 32 da Copa das Ligas de 2024 Campeão da MLS Cup 2023 | Vencedor da MLS Cup 2023 e classificado para rodada 32 da Copa das Ligas de 2024 Campeão da MLS Cup 2023 | Classificação do grupo | Vice campeão do Grupo Oeste 7 \| Pos \| Team \| J \| V \| VP \| DP \| D \| GF \| GA \| GD \| Pts \| Classificado \| \| VAN \| LFC \| TIJ \| \| --- \| ------------------- \| - \| - \| -- \| -- \| - \| -- \| -- \| -- \| --- \| ------------ \| \| --- \| --- \| --- \| \| 1 \| Vancouver Whitecaps \| 2 \| 1 \| 1 \| 0 \| 0 \| 5 \| 3 \| +2 \| 5 \| Próxima fase \| \| — \| 2–2 \| 3–1 \| \| 2 \| Los Angeles FC \| 2 \| 1 \| 0 \| 1 \| 0 \| 5 \| 2 \| +3 \| 4 \| Próxima fase \| \| 2–2 \| — \| 3–0 \| \| 3 \| Tijuana \| 2 \| 0 \| 0 \| 0 \| 2 \| 1 \| 6 \| −5 \| 0 \| \| \| 1–3 \| 0–3 \| — \| Atualizado até os jogos disputados em 3 de agosto de 2024. Fonte: Leagues Cup Regras para classificação: | Vice campeão do Grupo Oeste 7 \| Pos \| Team \| J \| V \| VP \| DP \| D \| GF \| GA \| GD \| Pts \| Classificado \| \| VAN \| LFC \| TIJ \| \| --- \| ------------------- \| - \| - \| -- \| -- \| - \| -- \| -- \| -- \| --- \| ------------ \| \| --- \| --- \| --- \| \| 1 \| Vancouver Whitecaps \| 2 \| 1 \| 1 \| 0 \| 0 \| 5 \| 3 \| +2 \| 5 \| Próxima fase \| \| — \| 2–2 \| 3–1 \| \| 2 \| Los Angeles FC \| 2 \| 1 \| 0 \| 1 \| 0 \| 5 \| 2 \| +3 \| 4 \| Próxima fase \| \| 2–2 \| — \| 3–0 \| \| 3 \| Tijuana \| 2 \| 0 \| 0 \| 0 \| 2 \| 1 \| 6 \| −5 \| 0 \| \| \| 1–3 \| 0–3 \| — \| Atualizado até os jogos disputados em 3 de agosto de 2024. Fonte: Leagues Cup Regras para classificação: |    |   |    |    |    |     |              |  |     |     |     |
| Oponente                                                                                                 | Resultado                                                                                                | Fase final             | Oponente | Resultado |    |   |    |    |    |     |              |  |     |     |     |
| Sporting Kansas City                                                                                     | 4–0 | Rodada 32              | Austin FC | 2–0 |    |   |    |    |    |     |              |  |     |     |     |
| Inter Miami                                                                                              | 3–2 | Oitavas de final       | San José Earthquakes | 4–1 |    |   |    |    |    |     |              |  |     |     |     |
| New York City                                                                                            | 1–1 (4–3 pen.)                                                                                           | Quartas de final       | Seattle Sounders | 0–3 |    |   |    |    |    |     |              |  |     |     |     |
| Philadelphia Union                                                                                       | 3–1 | Semifinal              | Colorado Rapids | 4–0 |    |   |    |    |    |     |              |  |     |     |     |
| Pos | Team | J                      | V | VP | DP | D | GF | GA | GD | Pts | Classificado |  | VAN | LFC | TIJ |
| 1 | Vancouver Whitecaps                                                                                      | 2                      | 1 | 1 | 0  | 0 | 5  | 3  | +2 | 5   | Próxima fase |  | —   | 2–2 | 3–1 |
| 2 | Los Angeles FC                                                                                           | 2                      | 1 | 0 | 1  | 0 | 5  | 2  | +3 | 4   | Próxima fase |  | 2–2 | —   | 3–0 |
| 3 | Tijuana                                                                                                  | 2                      | 0 | 0 | 0  | 2 | 1  | 6  | −5 | 0   |              |  | 1–3 | 0–3 | —   |

## A Partida
| 25 de agosto de 2024 | Columbus Crew                             | 3 – 1                   | Los Angeles FC | Lower.com Field Columbus                           |
| 19:15 (UTC−4)        | Hernández 45', 90+2' · Russell-Rowe 90+4' | Leagues Cup Liga MX MLS | Giroud 57'     | Público: 20 190 Árbitro: JAM Oshane Anthony Nation |

| Columbus Crew | Los Angeles FC |

| GK 1 Nicholas Hagen            |     |     |
| CB 18 Malte Amundsen           |     |     |
| CB 4 Rudy Camacho              | 11' | 75' |
| RB 31 Steven Moreira           |     |     |
| RB 23 Mohamed Farsi            |     |     |
| MI 25 Sean Zawadzki            | 84' |     |
| AM 6 Darlington Nagbe          |     |     |
| WI 27 Maximilian Arfsten       | 84' |     |
| FO 10 Diego Rossi              |     |     |
| FO 17 Christian Ramirez        | 74' |     |
| FO 9 Cucho Hernández           |     |     |
| Substituições:                 |     |     |
| GK 28 Patrick Schulte          |     |     |
| DF 2 DeJuan Jones              |     |     |
| RB 12 Marcelo Herrera          |     |     |
| CB 21 Yevhen Cheberko          | 75' |     |
| MI 5 Derrick Jones Amaniampong | 84' |     |
| MI 7 Dylan Chambost            |     |     |
| MI 13 Aziel Jackson            |     |     |
| MI 16 Taha Habroune            |     |     |
| WI 14 Yaw Yeboah               |     |     |
| WI 20 Alexandru Mățan          | 84' |     |
| FW 19 Jacen Russell-Rowe       | 74' |     |
| Treinador:                     |     |     |
| Wilfried Nancy                 |     |     |

| GK 1 Hugo Lloris             |     |     |
| CB 3 Jesús Murillo           | 52' |     |
| CB 25 Maxime Chanot          | 49' |     |
| CB 33 Aaron Long             |     |     |
| LM 14 Sergi Palencia         |     |     |
| LM 6 Ilie Sánchez            | 63' |     |
| RM 20 Eduard Atuesta         | 37' | 46' |
| RM 24 Ryan Hollingshead      |     |     |
| AM 8 Mateusz Bogusz          | 63' |     |
| CF 9 Olivier Giroud          | 78' |     |
| W 99 Denis Bouanga           |     |     |
| Substituições:               |     |     |
| GK 12 Thomas Hasal           |     |     |
| GK 31 David Ochoa Ramírez    |     |     |
| LB 5 Omar Antonio Campos     |     |     |
| DF 20 Eddie Segura           | 52' |     |
| MI 27 Erik Dueñas            |     |     |
| MI 40 Lewis John O'Brien     | 46' |     |
| MI 41 Timothy Tillman        | 63' |     |
| MI 36 Thomas Musto           |     |     |
| WI 13 Cristian Olivera       | 63' |     |
| FW 23 Kei Kamara             | 78' |     |
| FW 32 Nathan Ordaz           |     |     |
| FW 45 David Martínez Morales |     |     |
| Treinador:                   |     |     |
| Steve Cherundolo             |     |     |

| Homem da partida: Cucho Hernández (Columbus Crew) Bandeirinhas: TRI Caleb Wales JAM Ojay Duhaney Quarto árbitro: MÉX César Arturo Ramos Árbitro assistente de vídeo: CRO Edvin Jurisevic EUA Alan Chapman | Regras do jogo - 90 minutos - Pênaltis se o placar permanecer empatado - Doze substitutos podem ser nomeados - Máximo de cinco substituições |